# قلائد المرجان (كتاب)
قلائد المرجان في بيان الناسخ والمنسوخ من القرآن هو كتاب لمؤلفه مرعي بن يوسف الكرمي، من علماء القرن الحادي عشر الهجري، ولد في طولكرم، وتوفي في القاهرة سنة 1033هـ.
وقد تصدى المؤلف في هذا الكتاب للآيات الناسخة والمنسوخة في القرآن، فبدأ بذكر لطيفة فيها التنبيه على أهمية الناسخ والمنسوخ وذم الجهل به، ثم تكلم عن معاني النسخ في اللغة والاصطلاح، ثم ذكر أقسام الناسخ والمنسوخ في القرآن الكريم، ثم تكلم عما يجوز أن يكون ناسخا ومنسوخا، ثم ذكر السور التي دخلها الناسخ والمنسوخ، وهي خمس وعشرون، ثم ذكر بعض الضوابط والقواعد في النسخ، ثم تناول الناسخ والمنسوخ في سور القرآن الكريم وفق ترتيبها في المصحف.

## أهمية الكتاب
هذا الكتاب في الناسخ والمنسوخ الذي يعد من أهم موضوعات علوم القرآن، وقد صنف في العصر العثماني، فأتيح لمؤلفه أن يطالع كتبا كثيرة في علوم القرآن، ولا سيما الناسخ والمنسوخ، فحوى كتابه آراء كثيرة للعلماء السابقين، قلما تجدها في غيره.

## منهج المؤلف في الكتاب
- بدأ المؤلف كتابه بلطيفة فيها التنبيه على أهمية الناسخ والمنسوخ وذم الجهل به، ثم تكلم عن معاني النسخ في اللغة والاصطلاح.
- ثم ذكر أقسام المنسوخ في القرآن الكريم.
- ثم ذكر أقسام الناسخ في القرآن الكريم.
- ثم تكلم عما يجوز أن يكون ناسخا ومنسوخا.
- ثم ذكر السور التي دخلها الناسخ والمنسوخ، وهي خمس وعشرون.
- ثم ذكر بعض الضوابط والقواعد في النسخ.
- ثم تناول الناسخ والمنسوخ في سور القرآن الكريم وفق ترتيبها في المصحف.[4]

## من مزايا الكتاب
1. أن هذا الكتاب في موضوع من أهم موضوعات علوم القرآن، وهو الناسخ والمنسوخ.
2. أن المؤلف قد تمكن من الاستفادة من كتب من سبقه من العلماء، فحوى كتابه آراء كثيرة للعلماء السابقين قلما تجدها في غيره.
3. أن المؤلف قد بذل جهدا واسعا في اختصار موضوعات الكتاب من غير إخلال بالفائدة التي توخاها، فجمع أقوال العلماء السابقين، ووضح ما غمض من أقوالهم، وأضاف إليها بعض الفوائد الهامة.
4. أن المؤلف ليس مجرد ناقل، بل يناقش هذه الأقوال، ويرجح بعضها.
5. أن أسلوبه اتسم بالبساطة والوضوح، خاليا من التعقيد.[3]